# マゴメド・マゴメドフ (キックボクサー)
マゴメド・マゴメドフ（Magomed Magomedov、1982年6月4日 - ）は、ダゲスタン共和国マハチカラ出身のキックボクサー、ナックモエ。スコーピオンジム所属。
アースラン・マゴメドフは実兄で、ラマザン・ラマザノフは従兄弟。なお、モハメッド・マゴメドフと表記される場合もある。

## 来歴
2004年5月5日、王者ネイサン・コーベット（オーストラリア）の持つムエタイのタイトルに挑戦。5R判定負けで獲得失敗。
2006年5月20日、K-1 Scandinavia Rumble of the Kings 2006でマイケル・マクドナルド、エロール・ジマーマン、リカルド・ノードストランドをそれぞれ判定で下し、優勝。
2006年8月12日、K-1 WORLD GP 2006 in LAS VEGAS IIで行われた世界最終予選に参戦予定であったが、直前に出場をキャンセル、代わりにゲーリー・グッドリッジが参戦した。
2006年12月16日、K-1チェコ予選で優勝。
2007年3月10日、K-1クロアチア大会でステファン"ブリッツ"レコに判定勝ち。注目を集める。
2007年6月23日、K-1 WORLD GP 2007 IN AMSTERDAMで行われたEUROPE GPの1回戦では、ハンガリー大会王者マキシム・ネレドバに判定勝ちするも、準決勝ではビヨン・ブレギーにKO負け。
2007年11月2日、K-1 Turkey Grand Prix 2007 in Istanbulでグーカン・サキと対戦。1Rに左ストレートでダウンを奪われ判定負け。髪型を坊主頭に変えた。また、試合後にサキと大乱闘になった。

## 戦績

### プロボクシング
1戦 1敗

### キックボクシング
| 勝敗 | 対戦相手                         | 試合結果                   | 大会名                                                                        | 開催年月日     |
| ×    | グーカン・サキ                   | 3R終了 判定                | K-1 Turkey Grand Prix 2007 in Istanbul                                        | 2007年11月2日  |
| ×    | アルバン・ガロニア               | 5R終了 判定                | TK2 Tournament                                                                | 2007年10月6日  |
| ○    | ピーター・マエストロビッチ       | 3R終了 判定3-0             | NOC BOJOVNIKOV 4                                                              | 2007年9月7日   |
| ×    | ビヨン・ブレギー                 | 2R 2:12 KO（右ストレート） | K-1 WORLD GP 2007 IN AMSTERDAM 【準決勝】                                     | 2007年6月23日  |
| ○    | マキシム・ネレドバ               | 3R終了 判定3-0             | K-1 WORLD GP 2007 IN AMSTERDAM 【1回戦】                                      | 2007年6月23日  |
| ○    | リカルド・ヴァンデ・ボス         | 3R終了 判定3-0             | K-1 Ring Masters                                                              | 2007年5月25日  |
| ○    | ステファン"ブリッツ"レコ         | 延長R終了 判定3-0          | K-1 Croatia                                                                   | 2007年3月10日  |
| ○    | ガオグライ・ゲーンノラシン       | 1R 2:59 KO（膝蹴り）       | K-1 Rules Heavyweight Tournament in Turkey 【決勝】                           | 2007年1月13日  |
| ○    | ヤーヤ・ギュレイ                 | 2R 1:14 KO（ローキック）   | K-1 Rules Heavyweight Tournament in Turkey 【1回戦】                          | 2007年1月13日  |
| ○    | ピーター・マエストロビッチ       | 3R終了 判定3-0             | K-1 Czech 2006 Heaven or Hell【決勝】                                         | 2006年12月16日 |
| ○    | コス・ウェッセッル               | 3R終了 判定3-0             | K-1 Czech 2006 Heaven or Hell【準決勝】                                       | 2006年12月16日 |
| ○    | アドナン・レゾビッチ             | 3R終了 判定3-0             | K-1 Czech 2006 Heaven or Hell【1回戦】                                        | 2006年12月16日 |
| △    | リカルド・ノードストランド       | 延長R終了 引き分け         | K-1 Scandinavia Rumble of the Kings 2006 【スーパーファイト】                 | 2006年11月24日 |
| ×    | イゴール・ユルコビッチ           | 3R終了 判定0-3             | K-1 Paris -91k Tournament【決勝】                                             | 2006年5月26日  |
| ○    | ステファン・ゴメス               | 3R終了 判定3-0             | K-1 Paris -91k Tournament【準決勝】                                           | 2006年5月26日  |
| ○    | ピーター・カレンダ               | 3R終了 判定3-0             | K-1 Paris -91k Tournament【1回戦】                                            | 2006年5月26日  |
| ○    | リカルド・ノードストランド       | 3R終了 判定3-0             | K-1 Scandinavia Rumble of the Kings 2006 【決勝】                             | 2006年5月20日  |
| ○    | エロール・ジマーマン             | 3R終了 判定3-0             | K-1 Scandinavia Rumble of the Kings 2006 【準決勝】                           | 2006年5月20日  |
| ○    | マイケル・マクドナルド           | 3R終了 判定3-0             | K-1 Scandinavia Rumble of the Kings 2006 【1回戦】                            | 2006年5月20日  |
| ○    | ヌントラガーン・ポームアンウボン | 1R KO（ハイキック）        | XPLOSION SUPER FIGHT 11 - HONG KONG 【IMF世界スーパーミドル級タイトルマッチ】 | 2005年9月9日   |
| ×    | ネイサン・コーベット             | 5R終了 判定                | XPLOSION 10 - WMC World Title Match 【WMC世界86kg級タイトルマッチ】           | 2005年6月25日  |
| ×    | ネイサン・コーベット             | 5R終了 判定                | WMC World Title in Hong Kong                                                  | 2004年5月16日  |
| ×    | ジョン・ウェイン・パー           | 3R終了 判定                | S-1世界選手権【予選】                                                         | 2004年3月4日   |
| ○    | ザビット・サメドフ               | 5R終了 判定                | Golden Panther Cup Finals (81kg) @ Club Arbat                                 | 2003年12月29日 |
| ×    | Gasper Cajner                    | 5R終了 判定                | Muaythai Gala Novo Mest                                                       | 2001年5月4日   |

## 獲得タイトル
- 2007 K-1 Rules tournament in Turkey champion
- 2006 K-1 Fighting Network in Prague champion
- 2006 K-1 Scandinavia GP champion
- 2005 Kings Birthday Finalist in Bangkok
- 2005 IMF World champion (Hong Kong)
- 2005 PK1 Camp (Phuket) champion
- 2004 King's Birthday Finalist in Bangkok
- 2004 WMC World Muay Thai champion 175lbs.
- 1999 World Amateur Muay Thai champion